# ۸ آذر
۸ آذر دویست و پنجاه و چهارمین روز سال در گاه‌شماری خورشیدی است. به پایان سال ۱۱۱ روز (۱۱۲ روز در سال کبیسه) باقی‌است.

## رویدادها
- ۱۳۵۹ - واقعه ۱۳۵۹ ممسنی
- ۱۳۶۰ - آغاز عملیات طریق‌القدس
- ۱۹۷۲ - تصویب طرح تقسیم فلسطین به دو منطقه عربی و یهودی در سازمان ملل
- ۱۳۷۶ - رقابت ۸ آذر ۱۳۷۶ تیم ملی فوتبال ایران با تیم ملی فوتبال استرالیا در مقدماتی جام جهانی فوتبال ۱۹۹۸
- ۱۳۹۰ - حمله به سفارت بریتانیا و باغ قلهک در تهران
- ۱۴۰۱ - رقابت ۸ آذر ۱۴۰۱ تیم ملی فوتبال ایران با تیم ملی فوتبال ایالات متحده آمریکا در جام جهانی فوتبال ۲۰۲۲

## زادروزها
- ۱۲۷۸ - ابوالحسن ابتهاج، مدیر‌ عامل سازمان برنامه و بودجه کشور
- ۱۳۴۴ - سروش صحت، بازیگر و کارگردان
- ۱۳۵۹ - هومن سیدی، بازیگر

## درگذشت‌ها
- ۱۳۷۳ - آیت اللَّه محمدعلی اراکی، مرجع تقلید
- ۱۳۸۹ - مجید شهریاری، دانشمند هسته‌ای
- ۱۳۸۹ - سیف‌الله کامبخش‌فرد، باستان شناس
- ۱۳۹۹ - رامش، خواننده
- ۱۴۰۱ - مهران سماک، از کشته‌شدگان خیزش ۱۴۰۱ ایران

## مناسبت‌ها
- مانور سراسری زلزله و ایمنی در مدارس کشور